# Fernão de Noronha
Pour les articles homonymes, voir Fernando de Noronha.
Fernão de Noronha, aussi appelé Fernando de Noronha ou Fernão de Loronha (XVe siècle - XVIe siècle), est un juif portugais converti au catholicisme (cristão-novo ou « nouveau chrétien »).
Riche entrepreneur, commerçant et armateur, natif des Asturies, Noronha est le représentant du banquier Jacob Fugger dans la péninsule Ibérique. Conjointement avec d'autres convertis et commerçants portugais, il obtient une concession de la part de la Couronne pour exploiter les ressources naturelles du Brésil pendant 3 ans et, en 1503, reçoit de la Couronne un contrat d'exploitation du pernambouc, un bois de valeur, utilisé en teinturerie. Ses associés et lui-même financent l'expédition de Gonçalo Coelho en 1503 qui, le 24 juillet, découvre l'île de São João da Quaresma, qui prendra plus tard le nom de Fernando de Noronha. En 1506, Noronha et ses associés ont déjà importé plus de 20 000 quintaux de pernambouc, vendus à Lisbonne avec un bénéfice de 400 % à 500 %.
En conséquence du contrat passé avec la Couronne et du succès de l'expédition de Gonçalo Coelho, le roi Manuel Ier (1495-1521) lui confie, en 1504, la première capitainerie du littoral du Brésil, l'île de São João da Quaresma, aujourd'hui Fernando de Noronha. 
En 1532, il est fait fidalgo de cota de armas par le roi Jean III de Portugal (1521-1557).